# Servi sunt; immo homines
Servi sunt; immo homines, letteralmente "sono servi; ma pur sempre uomini", è una frase in latino di Seneca, contenuta nelle Epistulae morales ad Lucilium, in cui difende la dignità umana degli schiavi.
Nel parlato comune sta oggi a indicare che l'umiltà di una persona non deve pregiudicare il rispetto che a questa persona è dovuto.